# Колачице (гмина)
Колачице (пол. Kołaczyce) — городско-сельская гмина (волость) в Польше, входит как административная единица в Ясленский повет, Подкарпатское воеводство. Население — 8816 человек (на 2004 год).

## Демография
| Перепись                       | Всего   | Всего | Женщины | Женщины | Мужчины | Мужчины |
| ------------------------------ | ------- | ----- | ------- | ------- | ------- | ------- |
| Единицы                        | человек | %     | человек | %       | человек | %       |
| Население                      | 8816    | 100   | 4405    | 50      | 4411    | 50      |
| Плотность населения (чел./км²) | 146,7   | 146,7 | 73,3    | 73,3    | 73,4    | 73,4    |

## Соседние гмины
1. Гмина Бжостек
2. Гмина Фрыштак
3. Гмина Ясло
4. Ясло
5. Гмина Бжиска